# زياد الريس
زياد نعيم الريس (1962 -) هو طبيب وكاتب سيناريو سوري.

## حياته
وُلدَ في مدينة لودفيغسهافن بألمانيا سنة 1962، من أُمّ ألمانية ومن أب سوري من مدينة اللاذقية كان كابتن منتخب سوريا للكرة الطائرة في ستينيات القرن العشرين وأسس أول مكتب سياحة وخدمات الطيران بالمدينة.
قضى السنوات الأولى من عمره في ألمانيا ثم هاجر مع والده إلى مدينة اللاذقية في سوريا و بدأ يتعلم اللغة العربية ودخل المرحلة التعليم الابتدائي بالمدرسة في مدينة اللاذقية بسوريا وأكمل الدراسة الى أن أنهي المرحلة المدرسية في عام 1980
التحق عام 1981 بجامعة الملك عبد العزيز بجدة وتخرّج من كليَّة الهندسة المدنية سنة 1986.
- تزوّج بعد التخرج سنة 1986 ودخل سوق العمل في الهندسة وعمل في كبرى شركات المقاولات بالسعودية حيث نفذ العديد من المشاريع المستعجلة والعملاقة و حقق نجاحات مهمة من حيث سرعة التنفيذ والإنجاز واستمر العمل بالقطاع الهندسي لغاية 1993.

## أعماله التلفزيونية
1. يوميات مدير عام 1996
2. يوميات جميل وهناء 1997
3. أنت عمري 2000
4. الو جميل الو هناء 2001
5. عشوق 2002
6. يوميات فهمان 2002
7. زوج الست 2005
8. يوميات مدير عام 2 2011 (فكرة)
9. أحفادي وأنا 2017
10. بالحجر المنزلي 2020 (بالتعاون مع ربيع الحاج عبد)